# Hichem Boudaoui
Hichem Boudaoui, in anderen Quellen auch Hicham Boudaoui (arabisch هشام بوداوي; * 23. September 1999 in Béchar), ist ein algerischer Fußballspieler, der seit September 2019 beim französischen Erstligisten OGC Nizza unter Vertrag steht. Er besetzt sowohl im Verein, als auch in der algerischen Nationalmannschaft die Position des zentralen Mittelfeldspielers. In Fankreisen und in der Presse etablierte sich für Boudaoui der Spitzname Prinz von Béchar.

## Karriere

### Verein
Boudaoui ist haratinischer Abstammung und wuchs in Béchar auf, wo er beim lokalen Jeunesse de Béchar mit dem Fußballsport begann. Im Jahr 2012 wurde er bei einem Turnier von Scouts des Paradou AC entdeckt, welche ihn in die Jugendakademie des Hauptstadtvereins vermittelten. Bei Paradou spielte er in diversen Jugendauswahlen, bevor er in der Saison 2018/19 in den Kader der ersten Mannschaft aufgenommen wurde. Am 6. Januar 2018 (16. Spieltag) bestritt er dann beim 0:0-Unentschieden gegen den Lokalrivalen USM Algier sein Debüt in der Ligue Professionnelle 1, der höchsten algerischen Spielklasse. In der nächsten Saison 2018/19 stieß er dann in die Startformation vor. Am 26. Januar 2019 (19. Spieltag) erzielte er beim 1:0-Auswärtssieg gegen Olympique Médéa sein erstes Ligator. Mit guten Leistungen in allen 30 Ligaspielen trug er zur starken Spielzeit seines Vereins bei, welche mit dem 3. Platz belohnt wurde.
Am Deadline-Day des Transfersommers 2019 am 2. September, wechselte Hichem Boudaoui zum französischen Erstligisten OGC Nizza, wo er einen Vierjahresvertrag unterzeichnete. Sein Debüt gab er am 24. September 2019 (7. Spieltag) bei der 1:3-Auswärtsniederlage gegen die AS Monaco, als er für seinen verletzten Landsmann Adam Ounas eingewechselt wurde. In den nächsten Spielen wurde er nur sporadisch eingesetzt. Am 21. Dezember (19. Spieltag) gelang ihm beim 3:0-Heimsieg gegen den FC Toulouse sein erstes Tor im Trikot der Aiglons. In dieser Saison 2019/20 bestritt er neun Ligaspiele, in denen er einen Treffer verbuchen konnte. Am 23. Januar 2023 wurde seine Vertragsverlängerung bei OGC Nizza bis Ende Juni 2027 bekanntgegeben.

### Nationalmannschaft
Nachdem Boudaoui zuvor für diverse algerische Juniorenauswahlen im Einsatz war, debütierte er am 27. Dezember 2018 für die A-Auswahl, als er beim 1:0-Auswärtssieg im freundschaftlichen Länderspiel gegen Katar von Beginn an auf dem Spielfeld stand.
Im Mai 2019 wurde er in den algerischen Kader für den Afrika-Cup 2019 in Ägypten einberufen. Beim Turnier kam er in einem Gruppenspiel von Beginn an zum Einsatz und beim Achtelfinalsieg gegen Guinea wurde er in der Schlussphase eingewechselt. Im weiteren Wettbewerb, welchen Algerien gewinnen konnte, kam er dann zu keinem weiteren Einsatz mehr.

## Erfolge
Algerien
- Afrika-Cup: 2019